# Meistriliiga 2017
La Meistriliiga 2017 (conocida como A.Le Coq Premium Liiga al ser patrocinada por la cervecera A. Le Coq) fue la edición número 27 de la Meistriliiga. La temporada comenzó el 3 de marzo y terminó el 4 de noviembre. Flora conquistó su undécimo título de liga.

## Sistema de competición
Los diez equipos participantes jugaron entre sí todos contra todos cuatro veces totalizando 36 partidos cada uno, al término de la fecha 36 el primer clasificado obtuvo un cupo para la primera ronda de la Liga de Campeones 2018-19, mientras que el segundo y tercer clasificado obtuvieron un cupo para la primera ronda de la Liga Europea 2018-19; por otro lado el último clasificado descendió a la Esiliiga 2018, el penúltimo jugará el Play-offs de relegación ante el subcampeón de la Esiliiga 2017.
Un tercer cupo para la primera ronda de la Liga Europea 2018-19 fue asignado al campeón de la Copa de Estonia.

## Información de los equipos
| Equipo              | Ciudad   | Estadio                | Capacidad |
| ------------------- | -------- | ---------------------- | --------- |
| Flora               | Tallinn  | A. Le Coq Arena        | 9.692     |
| Infonet             | Tallinn  | Sportland Arena        | 800       |
| Levadia             | Tallinn  | Kadriorg Stadium       | 5.000     |
| Narva Trans         | Narva    | Kreenholm Stadium      | 1.065     |
| Nõmme Kalju         | Tallinn  | Kadriorg Stadium       | 5.000     |
| Paide Linnameeskond | Paide    | Paide Linnastaadion    | 368       |
| Sillamäe            | Sillamäe | Sillamäe Kalev Stadium | 2.000     |
| Tammeka             | Tartu    | Tamme Stadium          | 1.750     |
| Tulevik             | Viljandi | Viljandi linnastaadion | 2.506     |
| Vaprus              | Pärnu    | Pärnu Raeküla Staadion | 550       |

### Ascensos y descensos
| Pos. | Ascendidos de Esiliiga 2016 |
| ---- | --------------------------- |
| 1    | Tulevik                     |

| Pos. | Descendido de Meistriliiga 2016 |
| ---- | ------------------------------- |
| 10   | Rakvere                         |

## Tabla de posiciones
| Pos. | Equipo              | Pts. | PJ | G  | E  | P  | GF  | GC  | Dif. | Clasificación 2018–19                 |
| ---- | ------------------- | ---- | -- | -- | -- | -- | --- | --- | ---- | ------------------------------------- |
| 1    | Flora (C)           | 90   | 36 | 28 | 6  | 2  | 100 | 28  | +72  | Primera ronda de la Liga de Campeones |
| 2    | Levadia Tallinn     | 84   | 36 | 25 | 9  | 2  | 106 | 20  | +86  | Primera ronda de la Liga Europea      |
| 3    | Nõmme Kalju         | 78   | 36 | 24 | 6  | 6  | 101 | 32  | +69  | Primera ronda de la Liga Europea      |
| 4    | Infonet             | 65   | 36 | 20 | 5  | 11 | 103 | 47  | +56  |                                       |
| 5    | Narva Trans         | 45   | 36 | 13 | 6  | 17 | 46  | 63  | −17  | Primera ronda de la Liga Europea      |
| 6    | Paide Linnameeskond | 38   | 36 | 10 | 8  | 18 | 47  | 88  | −41  |                                       |
| 7    | Tammeka             | 37   | 36 | 9  | 10 | 17 | 40  | 63  | −23  |                                       |
| 8    | Tulevik             | 28   | 36 | 8  | 4  | 24 | 34  | 95  | −61  |                                       |
| 9    | Vaprus              | 8    | 36 | 2  | 2  | 32 | 29  | 146 | −117 |                                       |
| 10   | Sillamäe            | 36   | 36 | 10 | 6  | 20 | 52  | 76  | −24  | Descenso a Esiliiga                   |

Actualizado a los partidos jugados el 4 de noviembre de 2017.
 Fuente: Soccerway
Notas:
1. ↑  Narva Trans obtuvo un cupo para la Liga Europa 2018-19, ya que el Levadia Tallinn ganó la Copa de Estonia pero este ya se había clasificado por su posición de liga a la Liga Europa y el cuarto clasificado el Infonet se fusionó al final de temporada con el Levadia
2. ↑  No se disputaron los play-offs de descenso, ya que la fusión del Infonet y el Levadia Tallinn dejó un cupo vacante en la liga[1]
3. ↑  Se le fue despojada su licencia de Meistriliiga debido a problemas financieros[1]

## Tabla de resultados cruzados
| Local \ Visitante   | FLO  | INF | LEV | NAR | NOM | PAI | SIL | TAM | TUL | VAP  |
| ------------------- | ---- | --- | --- | --- | --- | --- | --- | --- | --- | ---- |
| Flora               | —    | 3–0 | 1–1 | 4–2 | 2–0 | 3–0 | 2–0 | 4–0 | 7–0 | 2–0  |
| Infonet             | 0–1  | —   | 0–1 | 4–1 | 2–2 | 6–1 | 2–2 | 2–1 | 5–0 | 11–1 |
| Levadia Tallinn     | 0–0  | 1–0 | —   | 3–1 | 1–1 | 7–0 | 5–0 | 2–1 | 5–0 | 8–0  |
| Narva Trans         | 0–2  | 1–2 | 0–0 | —   | 1–0 | 1–1 | 3–1 | 1–2 | 2–1 | 3–0  |
| Nõmme Kalju         | 1–1  | 3–2 | 1–2 | 2–0 | —   | 1–0 | 2–1 | 5–1 | 8–0 | 3–0  |
| Paide Linnameeskond | 1–3  | 1–1 | 2–5 | 1–5 | 0–1 | —   | 2–1 | 1–1 | 1–2 | 3–2  |
| Sillamäe            | 0–3  | 1–4 | 1–1 | 1–1 | 1–2 | 2–0 | —   | 2–0 | 1–0 | 1–3  |
| Tammeka             | 0–2  | 2–0 | 0–2 | 1–1 | 1–3 | 0–0 | 1–1 | —   | 2–1 | 2–1  |
| Tulevik             | 0–2  | 0–2 | 0–2 | 1–2 | 0–2 | 2–3 | 1–0 | 1–3 | —   | 2–1  |
| Vaprus              | 0–10 | 0–6 | 1–2 | 0–2 | 2–6 | 0–4 | 1–3 | 1–1 | 2–0 | —    |

| Local \ Visitante   | FLO | INF | LEV | NAR | NOM | PAI | SIL | TAM | TUL | VAP |
| ------------------- | --- | --- | --- | --- | --- | --- | --- | --- | --- | --- |
| Flora               | —   | 2–4 | 3–3 | 1–0 | 0–4 | 3–0 | 3–2 | 2–0 | 3–2 | 3–0 |
| Infonet             | 1–3 | —   | 2–1 | 1–3 | 1–2 | 6–1 | 3–0 | 1–1 | 7–0 | 7–1 |
| Levadia Tallinn     | 0–0 | 3–2 | —   | 2–0 | 2–0 | 8–0 | 5–0 | 3–1 | 6–0 | 3–0 |
| Narva Trans         | 0–7 | 1–3 | 0–0 | —   | 0–3 | 0–1 | 1–1 | 3–1 | 1–2 | 3–1 |
| Nõmme Kalju         | 0–1 | 2–4 | 1–1 | 8–1 | —   | 2–2 | 8–0 | 1–0 | 5–1 | 6–0 |
| Paide Linnameeskond | 1–2 | 1–3 | 0–4 | 3–1 | 0–4 | —   | 0–3 | 1–1 | 4–2 | 3–2 |
| Sillamäe            | 1–2 | 1–0 | 0–9 | 3–1 | 0–0 | 1–3 | —   | 1–2 | 0–1 | 9–0 |
| Tammeka             | 2–3 | 1–4 | 1–4 | 0–2 | 0–3 | 1–1 | 3–1 | —   | 1–1 | 2–1 |
| Tulevik             | 2–2 | 1–1 | 1–0 | 0–1 | 1–3 | 1–4 | 0–3 | 1–1 | —   | 4–1 |
| Vaprus              | 1–8 | 1–4 | 0–4 | 0–1 | 1–6 | 1–1 | 2–7 | 0–3 | 2–3 | —   |

## Goleadores
Actualizado el 4 de noviembre de 2017.
| Pos. | Jugador               | Club            | Goles |
| ---- | --------------------- | --------------- | ----- |
| 1    | Albert Prosa          | Infonet         | 27    |
| 1    | Rauno Sappinen        | Flora           | 27    |
| 3    | Rimo Hunt             | Levadia Tallinn | 20    |
| 4    | Aleksandr Volkov      | Sillamäe        | 18    |
| 5    | Zakaria Beglarishvili | Flora           | 16    |
| 5    | Yevgeni Kharin        | Infonet         | 16    |
| 5    | Liliu                 | Nõmme Kalju     | 16    |
| 5    | João Morelli          | Levadia Tallinn | 16    |
| 9    | Yevgeni Kobzar        | Levadia Tallinn | 12    |
| 10   | Nikita Andreev        | Levadia Tallinn | 11    |